# Bliszczyce
Bliszczyce (deutsch Bleischwitz, tschechisch Blížčice) ist ein Ort in der Landgemeinde Branice im Powiat Głubczycki der Woiwodschaft Opole in Polen.

## Geographie

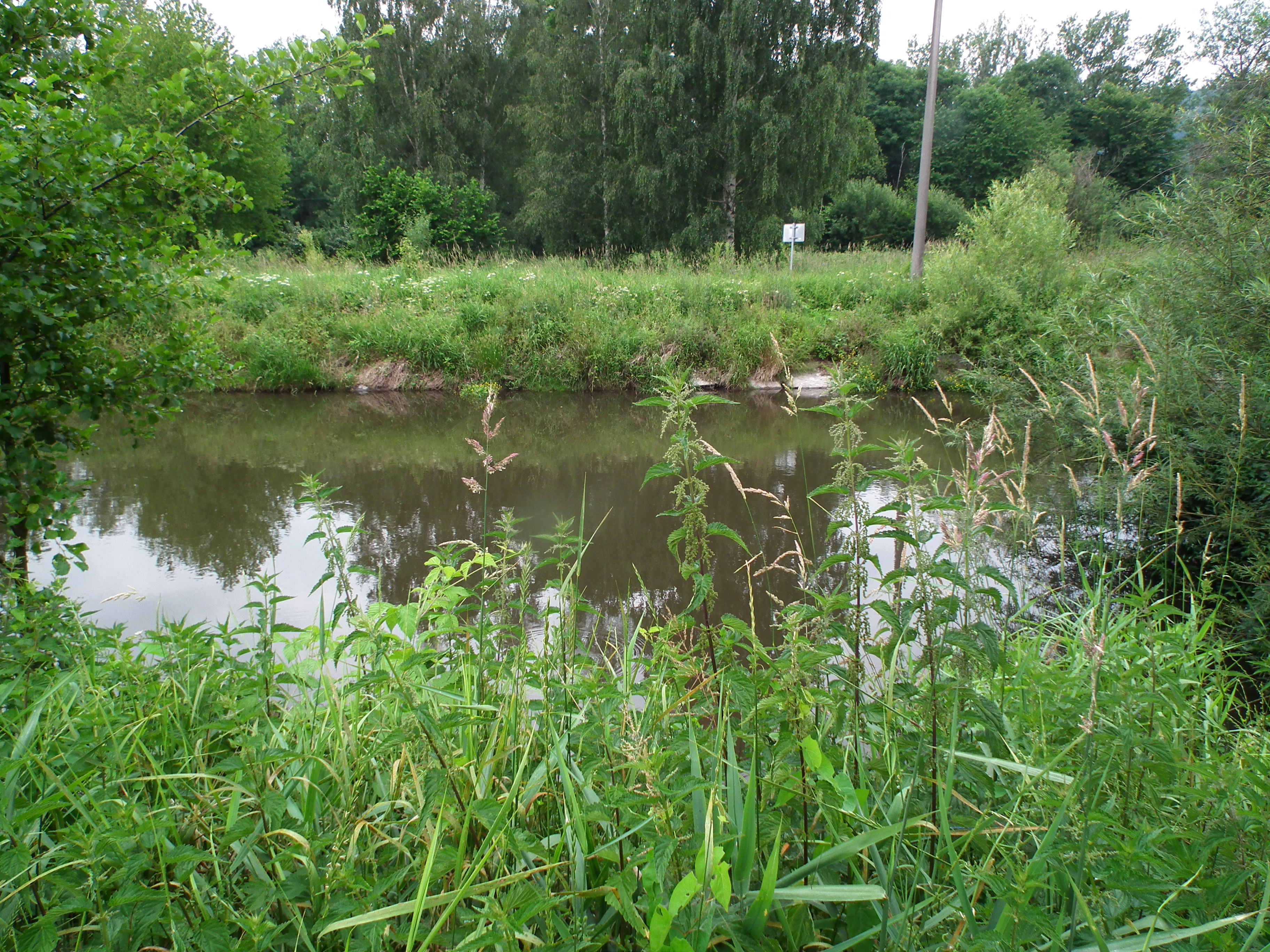
Die Oppa bei Bliszczyce

Bliszczyce liegt fünf Kilometer nordwestlich von Branice, 15 Kilometer südwestlich von Głubczyce (Leobschütz) und 67 Kilometer südlich von Opole (Oppeln) in der Schlesischen Tiefebene an der Landesgrenze zu Tschechien, die von der Oppa gebildet wird.
Nachbarorte sind Lewice (Löwitz) im Nordosten, Michałkowice (Michelsdorf) im Osten und Branice (Branitz) im Südosten. Jenseits der Grenze zu Tschechien liegt im Nordwesten die Stadt Krnov (Jägerndorf).

## Geschichte

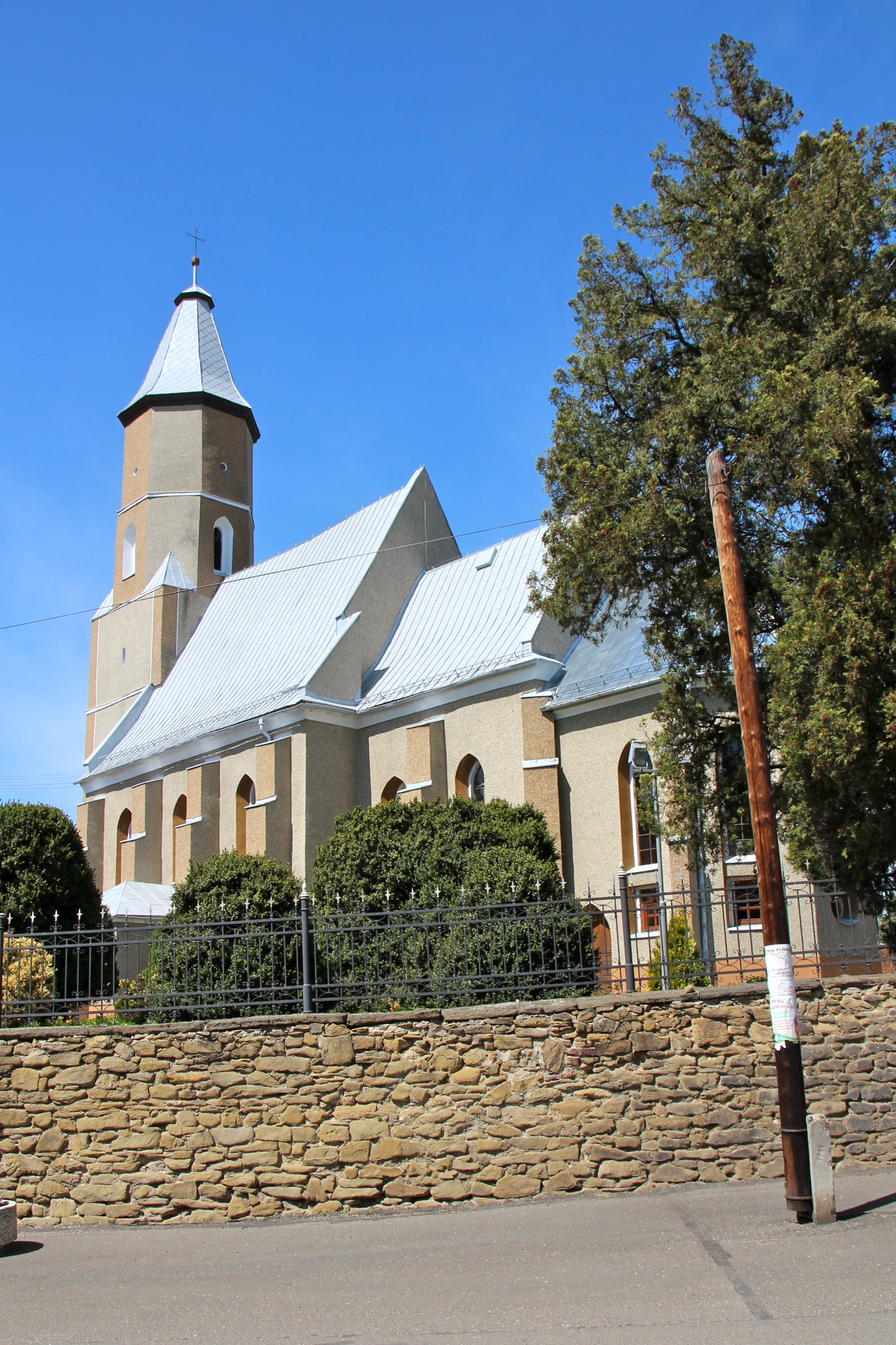
Katharinakirche

„Blizschitz“ wurde 1248 erstmals urkundlich erwähnt. Damals gehörte es zur Markgrafschaft Mähren. 1278 wurde der Or als Blesic erwähnt. 1279 schenkte die böhmische Königin Kunigunde von Halitsch den Ort der Stadt Jägerndorf. 1318 gelangte es zusammen mit Jägerndorf an das přemyslidischen Herzogtum Troppau, das ein Lehen der Krone Böhmen war. Nach der Teilung des Herzogtums Troppau 1377 gelangte Bleischwitz an das damals neue gebildete Herzogtum Jägerndorf, dessen Regent Herzog Johann I. war. 1430 wurde erstmals eine Kirche im Ort erwähnt. 1479 ist es in der Schreibweise Bliznice und 1484 als Blizincze belegt. Der Ortsname leitet sich wahrscheinlich vom slawischen Namen Bliża oder Bliżek ab.
Für das Jahr 1665 ist in Bleischwitz eine Schule belegt, die 1850 ein neues Schulgebäude erhielt. 1672 wurde die heutige steinerne Kirche erbaut, sie ersetzte einen hölzernen Vorgängerbau. Nach dem Ersten Schlesischen Krieg fiel Bleischwitz wie der größte Teil Schlesiens 1742 an Preußen. Kirchlich gehörte es weiterhin zum Bistum Olmütz, wobei der an Preußen gefallene Teil des Bistums vom 1742 gegründeten Kommissariat Katscher verwaltet wurde.
Nach der Neugliederung der Provinz Schlesien gehörte die Landgemeinde Bleischwitz ab 1816 zum Landkreis Leobschütz, mit dem sie bis 1945 verbunden blieb. 1818 bestanden in Bleischwitz 27 Bauern, 26 Gärtner und 59 Häusler sowie ein Vorwerk und eine katholische Kirche mit Pfarrhaus. 1845 waren es eine katholische Pfarrkirche, eine katholische Schule, ein Nebenzollamt, eine Brennerei, zwei Wassermühlen und 174 Häuser. Die Einwohnerzahl lag damals bei 975, davon 15 evangelisch. 1865 waren es 32 Bauern- sowie 77 beackerte und 36 Leerhäuslerstellen, außerdem zwei Wassermühlen und eine Ölschlägerei. An der Schule wurden damals 182 Schüler von zwei Lehrern unterrichtet. Seit 1874 gehörte die Landgemeinde Bleischwitz zum Amtsbezirk Branitz. 1885 wurden 1229 Einwohner gezählt.
Im Ersten Weltkrieg fielen 67 Soldaten aus dem Ort. Bei der Volksabstimmung in Oberschlesien am 20. März 1921 stimmten 1041 Wahlberechtigte für einen Verbleib bei Deutschland und niemand für die Zugehörigkeit zu Polen. Bleischwitz verblieb beim Deutschen Reich. 1933 lebten im Ort 1415 Einwohner. 1939 waren es 1351 Einwohner.
Im Zweiten Weltkrieg erreichte im März 1945 die Rote Armee den Ort. Durch eine Gegenoffensive konnten die sowjetischen Soldaten gestoppt werden. Erst nach der endgültigen Kapitulation drangen sowjetische Soldaten in das Dorf ein. Im Zweiten Weltkrieg fielen 108 Soldaten aus Bleischwitz.
Als Folge des Zweiten Weltkriegs fiel Bleischwitz 1945 an Polen. Nachfolgend wurde es in „Bliszczyce“ umbenannt und der Woiwodschaft Schlesien eingegliedert. Die einheimische deutsche Bevölkerung wurde am 15. Juli 1946 vertrieben. 1950 gelangte Bliszczyce an die Woiwodschaft Opole. Seit 1999 gehört es zum Powiat Głubczycki.

## Sehenswürdigkeiten

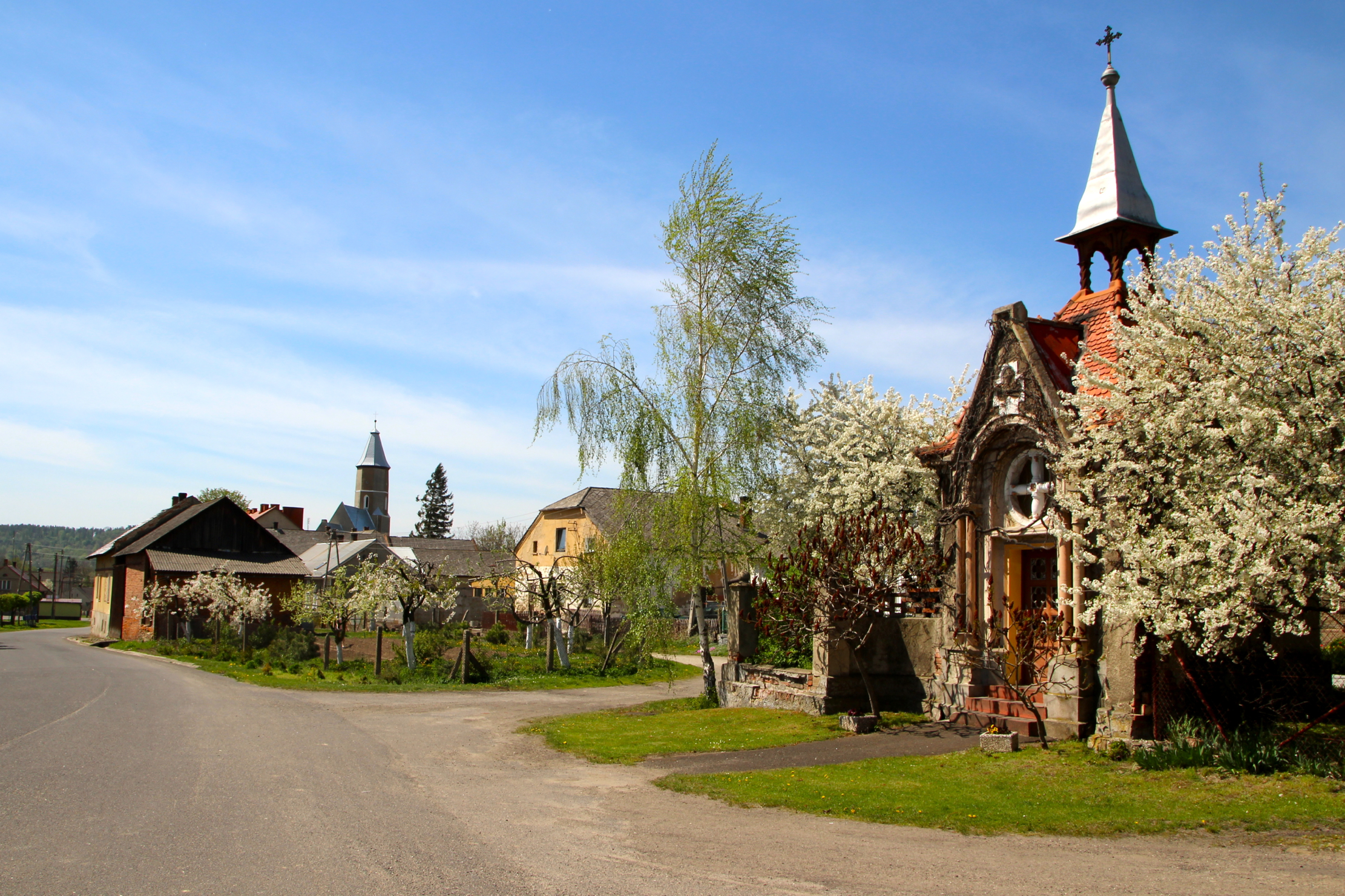
Ortsbild mit Wegkapelle

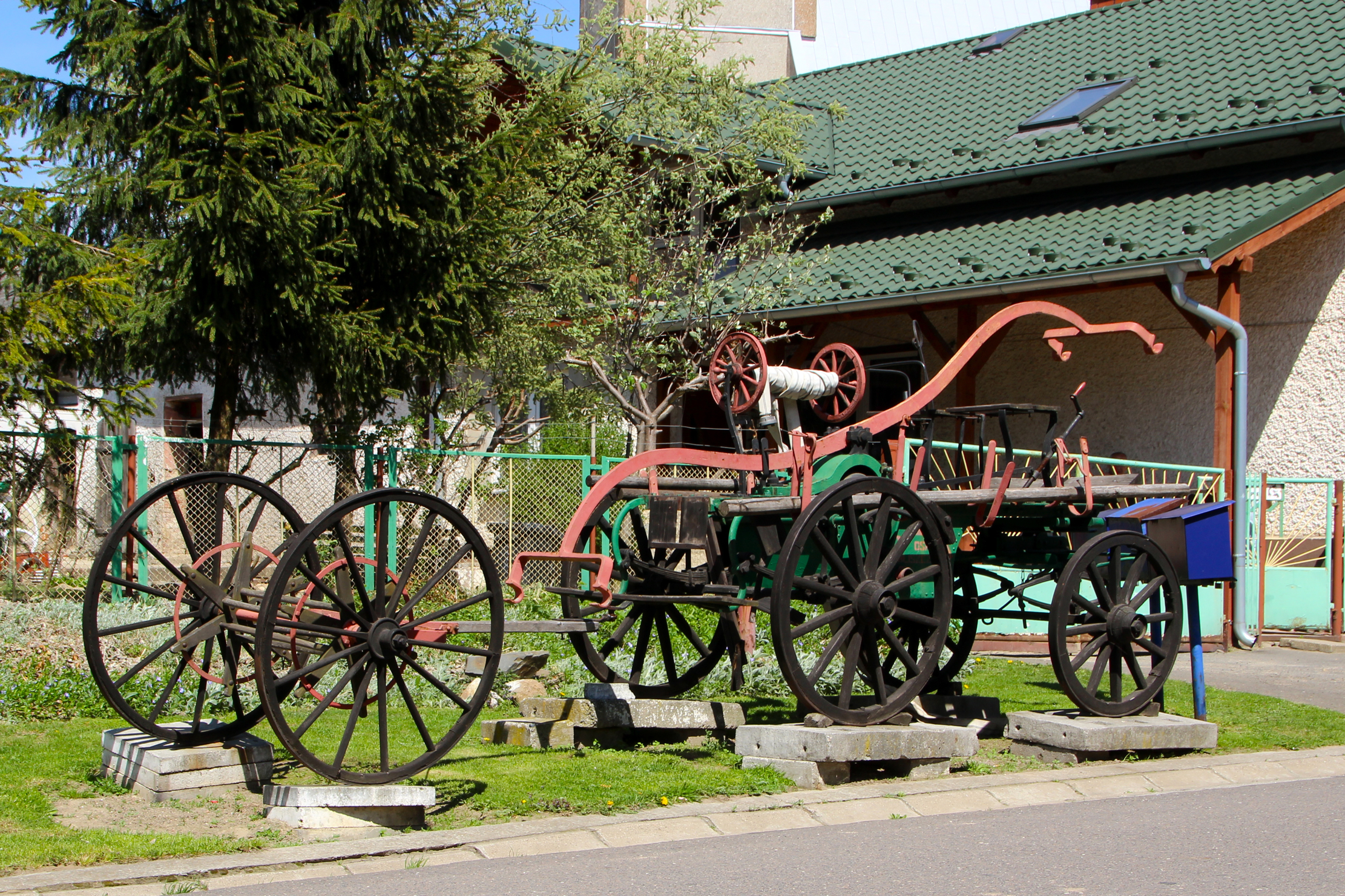
Historisches Fuhrwerk der Feuerwehr

- Die römisch-katholische Katharinakirche (Kościół św. Katarzyny Aleksandryjskiej) wurde erstmals 1430 erwähnt. Der steinerne Bau stammt aus dem Jahr 1672. 1906 wurde die Kirche saniert und ausgebaut. 1943 mussten die Kirchenglocken als Metallspende abgegeben werden. Der Kirchenbau steht seit 1948 unter Denkmalschutz.[12]
- Denkmal für die Gefallenen Soldaten des Dorfes im Ersten Weltkrieg auf dem Dorffriedhof.
- Neugotische Wegekapelle mit Laterne und Spitzhelm
- Wegkapellen
- Steinerne Wegekreuze
- Historisches Fuhrwerk der Feuerwehr

## Söhne und Töchter des Ortes
- Alfons Tracki (1896–1946), deutscher katholischer Geistlicher, wirkte in Albanien, Märtyrer